# Adesmia cytisoides
Adesmia cytisoides är en ärtväxtart som beskrevs av August Heinrich Rudolf Grisebach. Adesmia cytisoides ingår i släktet Adesmia och familjen ärtväxter.

## Underarter
Arten delas in i följande underarter:
- A. c. cytisoides
- A. c. oleae
- A. c. pugionata